# Nhật Bản xâm chiếm vùng vịnh Lingayen
Cuộc hành quân xâm lược vùng vịnh Lingayen của Nhật Bản (tiếng Philippines: Paglusob ng mga Hapones sa Golfo ng Lingayen) là điểm then chốt trong kế hoạch đánh chiếm Philippines của Nhật Bản. Việc chuẩn bị đã được thực hiện bởi cuộc tấn công vào sân bay Clark và cuộc đổ bộ của lực lượng Nhật Bản lên 5 vị trí ở phía bắc và phía nam Luzon và Mindanao vào đầu/giữa tháng 12 năm 1941, với việc Không quân Đế quốc Nhật Bản chiếm giữ các sân bay và căn cứ không quân để hỗ trợ mặt đất, và Hải quân Đế quốc Nhật Bản thiết lập các căn cứ thuỷ phi cơ tại đảo Camiguin, Legaspi, và Davao. Cuộc đổ bộ chính của lực lượng Nhật Bản nhắm vào vịnh Lingayen, gần thủ đô Manila của Philippines và vịnh Lamon ở bờ biển đối diện về phía nam.

## Các lực lượng Nhật Bản tham gia đổ bộ
Lực lượng xâm lược Nhật Bản gồm 43,110 người nằm dưới sự chỉ huy chung của Phương diện quân 14 Nhật Bản dưới quyền chỉ huy của Trung tướng Masaharu Homma. Lực lượng này bao gồm Sư đoàn Bộ binh 48 Nhật Bản (trừ các đơn vị Biệt đội Tanaka và Kanno đã đổ bộ trong các cuộc hành quân xâm lược Aparri và Vigan) dưới quyền chỉ huy của Trung tướng Yuitsu Tsuchihashi. Một sư đoàn mới được thành lập từ Đài Loan, đơn vị này thiếu kinh nghiệm chiến đấu, nhưng nó là sư đoàn được trang bị và cơ giới hoá tốt nhất trong Quân đội Nhật Bản. Nó cũng chứa các đơn vị của Sư đoàn Bộ binh 16 Nhật Bản bao gồm Trung đoàn Xe tăng 4 và 7 với tổng cộng từ 80 đến 100 xe tăng, cùng với 3 trung đoàn pháo dã chiến.
Lực lượng đổ bộ đi theo ba đoàn tàu vận tải, mỗi đoàn tàu tạo thành một lực lượng đặc nhiệm riêng biệt với một điểm đổ bộ và mục tiêu riêng biệt. Người Nhật duy trì bí mật nội bộ nghiêm ngặt và chỉ có các chỉ huy cấp cao mới biết về các mục tiêu.
Lực lượng đặc nhiệm thứ nhất, được gọi là Biệt đội Kamijama, bao gồm Trung đoàn Bộ binh 9 Nhật Bản nằm trong 21 tàu vận tải. Nó khởi hành từ Keelung ở phía bắc Đài Loan vào sáng ngày 17 tháng 12, được hộ tống bởi cùng một hạm đội được sử dụng trong cuộc đánh chiếm đảo Batan của Nhật Bản.
Lực lượng đặc nhiệm thứ hai với Trung đoàn Formosa 1 thuộc Sư đoàn 48 Nhật Bản và Trung đoàn Tăng 7 cùng với 28 tàu vận tải khởi hành vào trưa ngày 18 tháng 12 từ Mako thuộc quần đảo Pescadores. Nó được hộ tống bởi cùng những con tàu trước đây được hộ tống bởi lực lượng đổ bộ Vigan.
Lực lượng đặc nhiệm thứ ba có Trung đoàn Bộ binh 47 thuộc Sư đoàn 48 và Trung đoàn Tăng 4, khởi hành từ Takao trên đảo Đài Loan vào tối ngày 18 tháng 12. Nó được hộ tống bởi cùng những con tàu trước đó đã hộ tống lực lượng đổ bộ Aparri. Sự yểm trợ từ xa được hỗ trợ từ xa bởi Hạm đội 3 Nhật Bản dưới quyền chỉ huy của Phó Đô đốc Ibo Takahashi và các đơn vị thuộc Hạm đội 2 của Phó Đô đốc Nobutake Kondo.
Cả 3 đoàn tàu vận tải cùng nhau đi đến vịnh Lingayen vào đêm ngày 21 tháng 12.

## Cuộc đổ bộ
Đoàn tàu vận tải Takao dự kiến đổ bộ lên Agoo, một ngôi làng nhỏ ở Tỉnh La Union trên bờ đông vịnh Lingayen bắt đầu từ 05:00 ngày 22 tháng 12. Đoàn tàu vận tải Mako dự định bắt đầu đổ bộ lúc 05:50 tại Caba, cách Agoo 7 dặm về phía bắc, và Biệt đội Kamijima sẽ đổ bộ lên Bauang, cách Caba 7 dặm về phía bắc từ 07:30. Điều này được dự định để cung cấp cho Tập đoàn quân 14 Nhật Bản một khu vực đổ bộ rộng 15 dặm dọc theo đồng bằng ven biển hẹp ngay phía bắc đồng bằng trung tâm của Luzon và được bảo vệ khỏi cuộc phản công bên sườn từ phía đông bởi dãy núi Cordillera. Khi lên bờ, quân đội phải di chuyển vào đất liền mà không củng cố khu vực đổ bộ. Đặc biệt, Biệt đội Kamijima sẽ tấn công lên phía bắc để đánh chiếm San Fernando, Baguio và củng cố cùng với lực lượng xâm lược Vigan dưới quyền Đại tá Tanaka đang di chuyển về phía nam dọc theo bờ biển. Hai lực lượng còn lại sẽ tiến về phía nam qua Rosario để bảo vệ bờ sông Agno, trở ngại địa lý lớn đầu tiên trên đường đến Manila.
Tuy nhiên, các hoạt động đổ bộ đã không diễn ra suôn sẻ như kế hoạch. Bị cản trở bởi thời tiết xấu, đoàn tàu vận tải đã vượt qua mục tiêu và thả neo xa hơn 4 dặm về phía nam so với dự định. Biển động mạnh khiến việc đổ bộ trở nên khó khăn và một số tàu đổ bộ đã bị phá huỷ. Thay vì đổ bộ chính xác theo kế hoạch, các lực lượng Nhật Bản thấy mình bị chia cắt trên một khu vực rộng lớn của khu vực đổ bộ và không thể đổ bộ xe tăng và trang thiết bị hạng nặng như kế hoạch.

## Phản ứng của quân Mỹ
Bất chấp cảnh báo trước đáng kể về một cuộc xâm lược sắp xảy ra, các lực lượng Hoa Kỳ ở Philippines đã không chuẩn bị tốt. Vịnh Lingayen là địa điểm hợp lý nhất cho một lực lượng xâm lược lớn đổ bộ, nhưng toàn bộ bờ biển dài 120 dặm chỉ được bảo vệ bởi 2 sư đoàn Philippines, trong đó chỉ có một sư đoàn có pháo. Người Mỹ dự đoán rằng một cuộc đổ bộ sẽ xảy ra ở cuối phía nam của vịnh, nơi Sư đoàn 21 Philippines đặt các khẩu đội pháo. Khu vực phía bắc được trấn giữ bởi Sư đoàn 11 Philippines, được bổ sung bởi Sư đoàn 71, một sư đoàn huấn luyện chỉ có 10 tuần huấn luyện, và Trung đoàn Kỵ binh 26 (Hướng đạo sinh Philippines), đóng quân trên Đường 3, 12 dặm về phía nam Rosario.
Ngoài điều kiện thời tiết xấu, sự kháng cự đối với cuộc đổ bộ của Nhật Bản là tối thiểu. Một tàu ngầm Mỹ, S-38, đã đánh chìm tàu vận tải lục quân Hayo Maru vào sáng ngày 22 tháng 12, và USS Seal (SS-183) đã đánh chìm Hayataka Maru vào ngày hôm sau. Các pháo phòng thủ bờ biển đã làm hư hại nhẹ tàu chở thuỷ phi cơ phụ trợ Sanuki Maru. Bất chấp sự yểm trợ của các Trung đoàn Tiêm kích 24 và 50 Nhật Bản, 4 chiếc Boeing B-17 đã gây ra một số thiệt hại khi bắn phá. Địa điểm duy nhất mà quân Nhật phải đối mặt với sự kháng cự trên bộ là tại Bauang, nơi Tiểu đoàn Bộ binh HQ 12 Philippines đã nổ súng bằng một khẩu súng cỡ nòng 50 vào Biệt đội Kamijima khi nó đổ bộ.

## Quân Nhật tiến công về phía bắc
Biệt đội Kamijima ngay lập tức di chuyển về phía bắc trên Đường số 3 khi đổ bộ và đến 17:00 đã bảo vệ thành công thị trấn Bauang, với Tiểu đoàn 3 tiếp tục trên đường đến Baguio để bảo vệ sân bay Naguilian. Đơn vị này gặp phải sức kháng cự từ Sư đoàn 71 Philippines dưới quyền chỉ huy của Trung tá Donald Van N. Bonnett, người đã được lệnh ngăn chặn bước tiến của Nhật Bản tại San Fernando. Bonnett bố trí một tiểu đoàn cùng với một khẩu đội pháo 75 mm trên con đường ven biển, và gửi một tiểu đoàn thứ hai cơ động bên sườn dọc theo một con đường thứ cấp về phía đông. Tuy nhiên, cuộc tiến quân của Nhật Bản quá nhanh để quân đội Philippines thiếu kinh nghiệm và được huấn luyện kém có thể vào vị trí, và Bonnett sau đó đã ra lệnh cho sư đoàn rút lui ra ngoài Baguio vào nửa đêm.

## Quân Nhật tiến công về phía nam
Ở khu vực phía nam của mặt trận, Trung đoàn 1 Formosa Nhật Bản và một phần của Tiểu đoàn Sơn pháo 48 dưới sự chỉ huy của Đại tá Hifumi Imai đổ bộ lên Aringay vào lúc 10:30 và tiến về phía nam về phía Rosario dọc theo con đường ven biển. Họ được gia nhập vào lúc 16:00 bởi Trung đoàn Trinh sát 48 và Trung đoàn Tăng 4, đã đổ bộ vào lúc 07:30 ngay phía bắc Damortis. Cũng tại khu vực phía nam, Trung đoàn Bộ binh 47 cùng với một tiểu đoàn từ Trung đoàn Sơn pháo 48 dưới sự chỉ huy của Đại tá Isamu Yanagi cũng đang tiến về phía Rosario. Bước tiến của quân Nhật đã bị chặn lại bởi một tiểu đoàn bộ binh thuộc Sư đoàn 11 Philippines dưới quyền chỉ huy của Chuẩn tướng William E. Brougher, nhưng sau một cuộc giao tranh nhỏ, lực lượng Philippines đã bị đánh bại. Homma vào thời điểm này vẫn không thể đổ bộ pháo binh và trang thiết bị hạng nặng của mình do biển động, và do đó quyết định chuyển nơi neo đậu và đổ bộ của mình về phía nam. Sư đoàn 48 được lệnh chiếm thị trấn San Fabian, nơi có 2 khẩu pháo phòng thủ bờ biển 155 mm, và cuộc tiến công của người Nhật dọc theo bờ biển Lingayen theo đó đã được mở rộng về phía nam hơn so với kế hoạch ban đầu.

## Trận Rosario
Để chống lại bước tiến của người Nhật vào Manila, Tướng Wainwright đã bố trí Trung đoàn Kỵ binh 26 Philippines dọc theo con đường ven biển phía bắc Rosario tại thôn Damortis. Nhận được báo cáo rằng quân Nhật đang tiến lên bằng xe đạp và xe cơ giới hạng nhẹ, Wainwright cũng phái một trung đội gồm 5 xe tăng. Khi Trung đoàn Kỵ binh 26 chạm trán với các đơn vị tiền phương của Trung đoàn Trinh sát 48 và Trung đoàn Tăng 4 Nhật Bản, nó đã quay trở lại thôn Damoritis, nơi các vị trí phòng thủ đã được thiết lập. Tuy nhiên, với việc xe tăng chỉ huy của nó bị phá huỷ và 4 chiếc còn lại bị hư hại bởi pháo chống tăng 47 mm của Nhật Bản, Trung đoàn Kỵ binh 26 đông hơn và nhiều vũ khí hơn đã rút lui, để lại Damortis dưới sự kiểm soát hoàn toàn của người Nhật vào lúc 19:00.
Rosario sau đó trở thành trung tâm kháng cự của Mỹ. Trước đó vào buổi chiều, Wainwright đã ra lệnh cho Chuẩn tướng Clyde A. Selleck đưa Sư đoàn 71 Philippines đến Damortis để trấn giữ ngã ba đường Rosario-Baguio ở phía đông Rosario. Tuy nhiên, khi Selleck đến Rosario, ông biết rằng quân Nhật đang tiến từ cả Damortis và Agoo. Đến tối, những người sống sót của Trung đoàn Kỵ binh 26 đã đến Rosario cùng với quân Nhật truy đuổi chặt chẽ. Vào lúc 20:00, xe tăng Nhật đã xuyên thủng lực lượng bảo vệ phía sau Trung đoàn Kỵ binh 26, gây ra thương vong đáng kể và chỉ bằng cách chặn một cây cầu cách Rosario vài dặm về phía tây bởi một chiếc xe tăng đang cháy, người Mỹ đã làm chậm cuộc tấn công của Nhật Bản và ngăn chặn một cuộc tấn công hoảng loạn. Trung tâm của Rosario là nơi diễn ra một trận chiến gay cấn giữa các đơn vị thuộc Sư đoàn 71 Philippines và một phần của Trung đoàn Bộ binh 47 của Đại tá Yanagi. Tuy nhiên, may mắn cho người Mỹ là phần lớn lực lượng của Yanagi đã được lệnh quay trở lại để đánh chiếm San Fabian, tạo điều kiện cho lực lượng Philippines trốn thoát.
Do đó, trong vòng một ngày sau khi đổ bộ, quân Nhật đã chiếm được một phần lớn bờ biển vịnh Lingayen, và tiến lên phía bắc, nam và đông. Ở phía bắc, họ đã gia nhập với lực lượng của Đại tá Tanaka từ phía bắc Luzon và ở phía nam đã chiếm Rosario. Sự kháng cự duy nhất đến từ Trung đoàn Kỵ binh 26 Philippines, với quân đội được trang bị kém và đông hơn không thể làm chậm bước tiến của Nhật Bản.

## Quân Nhật tiến về phía sông Agno
Vào sáng ngày 23 tháng 12, Sư đoàn 71 Philippines thiết lập các vị trí phòng thủ dọc theo Đường số 3 phía nam Sison, cùng với tàn dư Trung đoàn Kỵ binh 26 quay trở lại Pozorrubio để tổ chức lại. Cuộc tiến công của Trung đoàn Bộ binh 47 Nhật Bản đã bị chậm lại cho đến trưa bởi pháo binh Philippines, vào thời điểm đó Trung đoàn 47 Nhật Bản có sự tham gia của Trung đoàn Trinh sát 48 và Trung đoàn Tăng 4. Được được hỗ trợ bởi máy bay, người Nhật bắt đầu một cuộc tấn công phối hợp, và Sư đoàn 71 Philippines bị tan vỡ và phải bỏ chạy, bỏ lại các đơn vị pháo binh của mình. Vào lúc 19:00, quân Nhật tiến vào Sison, cùng với việc phòng tuyến của người Mỹ di chuyển trở lại ngay phía bắc Pozorrubio, và Trung đoàn Kỵ binh 26 tiếp tục rút lui về Binalonan. Tuy nhiên, quân Nhật vẫn tiếp tục tấn công vào ban đêm, đẩy lùi Sư đoàn 91 Philippines khỏi Pozorrubuio và chấm dứt niềm hy vọng của người Mỹ về việc trụ vững ở đó.
Ngay cả trước khi Sison thất thủ, Wainwright đã nhận được sự cho phép từ Tướng MacArthur về việc rút lui về phía sau sông Agno vì ông tin rằng việc tiếp tục phòng thủ khu vực Lingayen là điều bất khả thi. Wainwright hy vọng sẽ phát động một cuộc phản công với Sư đoàn Philippines và các đơn vị khác đang được giữ trong lực lượng dự bị.
Sáng sớm ngày 24 tháng 12, Trung đoàn Tăng 4 Nhật Bản chạm trán với Trung đoàn Kỵ binh 26 Philippines ở phía tây bắc Binalonan. Mặc dù thiếu pháo chống tăng, Trung đoàn Kỵ binh 26 đã trụ vững, gây thiệt hại đáng kể cho người Nhật, nhưng với sự xuất hiện của Trung đoàn Formosa 2 Nhật Bản vào sáng hôm đó, Trung đoàn Kỵ binh 26 thấy mình bị áo đảo về quân số và gần như bị bao vây. Trong hơn 4 giờ chiến đấu, Trung đoàn Kỵ binh 26 giữ vững vị trí của mình, cho đến khi 450 người còn lại bắt đầu rút lui vào lúc 15:30. Đến hoàng hôn, những người sống sót đến Tayung ở phía xa của sông Agno, và quân Nhật tiến vào Binalonan. Tại thời điểm này, quân Nhật đã sẵn sàng tiến vào đồng bằng trung tâm Luzon cho cuộc di chuyển cuối cùng vào Manila.

## Hậu quả
Bất chấp thời tiết bất lợi, Tướng Homma đã có thể đổ bộ phần lớn lực lượng của mình lên vịnh Lingayen mà không gặp phải sức kháng cự nào, và chỉ trong vài ngày đã bảo đảm các lối tiếp cận phía bắc đến thủ đô Manila của Philippines.